# 波缘报春
波缘报春（学名：Primula sinuata）为报春花科报春花属下的一个种。

## 扩展阅读
- 維基物種上的相關：波缘报春